# 斯莫克斯 (南卡罗来纳州)
斯莫克斯（英語：Smoaks），是美国南卡罗来纳州下属的一座城市。城市类型是“Town”。其面积大约为3.35平方英里（8.67平方公里）。根据2010年美国人口普查，该市有人口126人，人口密度约为每平方 英里37.65人（约合每平方公里14.54人）。